# Halové mistrovství Evropy v atletice 1996

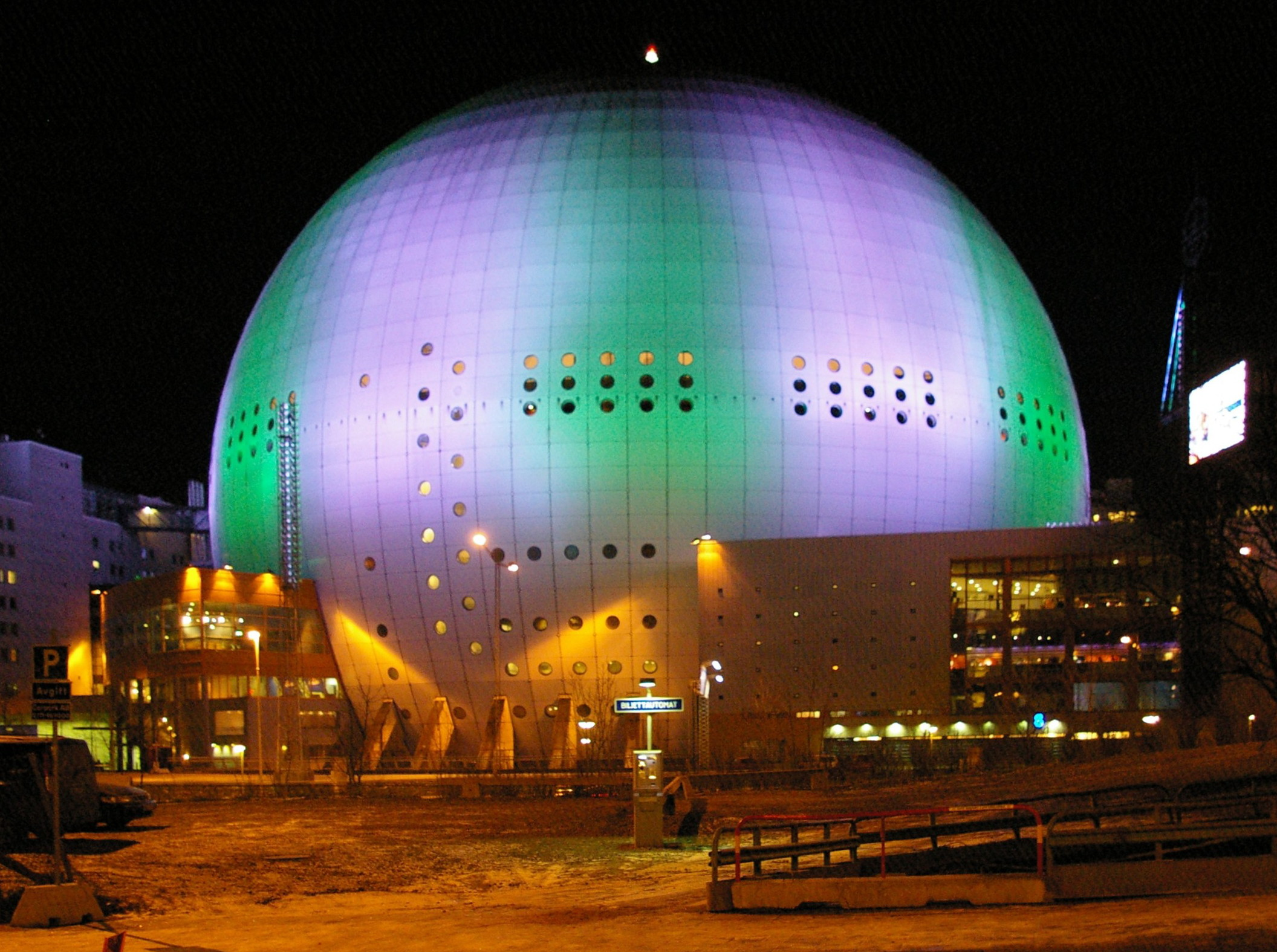
Hala Ericsson Globe

24. Halové mistrovství Evropy v atletice se konalo ve švédském Stockholmu od 8. března do 10. března 1996. Atletické disciplíny probíhaly v hale Globe Arena, dnes Avicii Arena.
Premiérově se na šampionátu uskutečnila ženská tyčka.

## Česká účast
Českou republiku na tomto šampionátu reprezentovalo 18 českých atletů (8 mužů a 10 žen).

## Medailisté

### Muži
| Soutěž        | Zlato                    | Stříbro                    | Bronz                         |
| ------------- | ------------------------ | -------------------------- | ----------------------------- |
| 60 m          | Marc Blume 6,62          | Jason John 6,64            | Peter Karlsson 6,64           |
| 200 m         | Erik Wijmeersch 21,04    | Alexios Alexopoulos 21,05  | Torbjörn Eriksson 21,07       |
| 400 m         | Du'aine Ladejo 46,12     | Pierre-Marie Hilaire 46,82 | Ashraf Saber 46,86            |
| 800 m         | Roberto Parra 1:47,74    | Giuseppe D'Urso 1:48,04    | Wojciech Kałdowski 1:48,40    |
| 1500 m        | Mateo Cañellas 3:44,50   | Anthony Whiteman 3:44,78   | Abdelkader Chékhémani 3:45,96 |
| 3000 m        | Anacleto Jiménez 7:50,06 | Christophe Impens 7:50,19  | Panayotis Papoulias 7:50,80   |
| 60 m př.      | Igors Kazanovs 7,59      | Guntis Peders 7,65         | Jonathan Nsenga 7,66          |
| Skok do výšky | Dragutin Topić 2,35 m    | Leonid Pumalainen 2,33 m   | Steinar Hoen 2,31 m           |
| Skok o tyči   | Dmitri Markov 5,85 m     | Viktor Čisťjakov 5,80 m    | Pjotr Bočkarjov 5,80 m        |
| Skok daleký   | Mattias Sunneborn 8,06 m | Bogdan Țăruș 8,03 m        | Spiridon Vasdekis 8,03 m      |
| Trojskok      | Māris Bružiks 16,97 m    | Francis Agyepong 16,93 m   | Armen Martirosyan 16,74 m     |
| Vrh koulí     | Paolo Dal Soglio 20,50 m | Dirk Urban 20,04 m         | Oliver-Sven Buder 19,91 m     |
| Sedmiboj      | Erki Nool 6 188          | Tomáš Dvořák 6 114         | Jón Arnar Magnússon 6 069     |

### Ženy
| Soutěž        | Zlato                        | Stříbro                          | Bronz                          |
| ------------- | ---------------------------- | -------------------------------- | ------------------------------ |
| 60 m          | Ekaterini Thanouová 7,15     | Odiah Sidibéová 7,15             | Jerneja Percová 7,28           |
| 200 m         | Sandra Myersová 23,15        | Erika Suchovská 23,16            | Zlatka Georgijevová 23,40      |
| 400 m         | Grit Breuerová 50,81         | Olga Kotljarovová 51,70          | Taťjana Čebykinová 51,71       |
| 800 m         | Patricia Djaté 2:01,71       | Stella Jongmansová 2:01,88       | Světlana Mastěrkovová 2:02,61  |
| 1500 m        | Carla Sacramentová 4:08,95   | Jekatěrina Podkopajevová 4:09,65 | Małgorzata Rydzová 4:10,50     |
| 3000 m        | Fernanda Ribeirová 8:39,48   | Sara Wedlundová 8:50,32          | Marta Domínguezová 8:53,34     |
| 60 m př.      | Patricia Girardová 7,89      | Brigita Bukovecová 7,90          | Monique Tourretová 8,09        |
| Skok do výšky | Alina Astafeiová 1,98 m      | Niki Bakogianniová 1,96 m        | Olga Bolșova 1,94 m            |
| Skok o tyči   | Vala Flosadóttir 4,16 m      | Christine Adamsová 4,05 m        | Gabriela Mihalceaová 4,05 m    |
| Skok daleký   | Renata Nielsenová 6,76 m     | Jelena Sinčukovová 6,75 m        | Claudia Gerhardtová 6,74 m     |
| Trojskok      | Iva Prandževová 14,54 m      | Šárka Kašpárková 14,50 m         | Olga Vasdekiová 14,30 m        |
| Vrh koulí     | Astrid Kumbernussová 19,79 m | Irina Chudoroškinová 19,07 m     | Valentina Fedjusčinová 18,90 m |
| Pětiboj       | Jelena Lebeděnková 4 685     | Urszula Włodarczyková 4 597      | Irina Vostrikovová 4 545       |

## Medailové pořadí
| Umístění | Stát           | Zlato | Stříbro | Bronz | Celkem |
| -------- | -------------- | ----- | ------- | ----- | ------ |
| 1.       | Německo        | 4     | 2       | 2     | 8      |
| 2.       | Španělsko      | 4     | 0       | 1     | 5      |
| 3.       | Francie        | 2     | 2       | 2     | 6      |
| 4.       | Lotyšsko       | 2     | 1       | 0     | 3      |
| 5.       | Portugalsko    | 2     | 0       | 0     | 2      |
| 6.       | Rusko          | 1     | 6       | 4     | 11     |
| 7.       | Velká Británie | 1     | 3       | 0     | 4      |
| 8.       | Řecko          | 1     | 2       | 3     | 6      |
| 9.       | Švédsko        | 1     | 1       | 2     | 4      |
| 10.      | Belgie         | 1     | 1       | 1     | 3      |
| 10.      | Itálie         | 1     | 1       | 1     | 3      |
| 12.      | Bulharsko      | 1     | 0       | 1     | 2      |
| 12.      | Island         | 1     | 0       | 1     | 2      |
| 14       | Bělorusko      | 1     | 0       | 0     | 1      |
| 14       | Dánsko         | 1     | 0       | 0     | 1      |
| 14       | Estonsko       | 1     | 0       | 0     | 1      |
| 14       | Jugoslávie     | 1     | 0       | 0     | 1      |
| 18.      | Česko          | 0     | 3       | 0     | 3      |
| 19.      | Polsko         | 0     | 1       | 2     | 3      |
| 20.      | Rumunsko       | 0     | 1       | 1     | 2      |
| 20.      | Slovinsko      | 0     | 1       | 1     | 2      |
| 22.      | Nizozemsko     | 0     | 1       | 0     | 1      |
| 23.      | Arménie        | 0     | 0       | 1     | 1      |
| 23.      | Moldavsko      | 0     | 0       | 1     | 1      |
| 23.      | Norsko         | 0     | 0       | 1     | 1      |
| 23.      | Ukrajina       | 0     | 0       | 1     | 1      |